# Thái Can
Thái Can (1910- 1998), là bác sĩ và là nhà thơ Việt Nam thời tiền chiến. 

## Cuộc đời
Thái Can sinh ngày 22 tháng 10 năm 1910 tại xã Đức Lâm, huyện Đức Thọ, tỉnh Hà Tĩnh.
Ông lần lượt theo học các trường: trường phủ Đức Thọ (Hà Tĩnh), trường Vinh (Nghệ An), Trường Trung học Bảo Hộ (tức Trường Bưởi, Hà Nội), trường thuốc Hà Nội (tức Trường Y- Dược Đông Dương).
Lúc còn đi học, ông đã làm thơ. Buổi đầu, ông ký bút hiệu Th.C. Thơ ông phần nhiều đăng trên các báo: Phong hoá, Tiểu thuyết thứ bảy, Hà Nội báo, Văn học tạp chí.
Năm 1934, Thái Can cho in tập thơ Những nét đan thanh, do Ngân Sơn tùng thư ở Huế xuất bản. Tập thơ này về sau, được ông bổ sung thêm, tự mình đề tựa rồi cho tái bản năm 1938. Năm 1995, Nhà xuất bản Văn Nghệ Thành phố Hồ Chí Minh cho tái bản lần nữa với tên mới là Thơ Thái Can.
Năm 1940, ông tốt nghiệp bác sĩ y khoa.
Tháng 8 năm 1941, ông được Hoài Thanh và Hoài Chân chọn để giới thiệu trong quyển Thi nhân Việt Nam (xuất bản năm 1942). Cũng năm này, ông học thêm chữ Hán và làm thơ bằng chữ Hán.
Sau Hiệp định Genève ông di cư vào Nam, mở phòng khám bệnh ở Đà Nẵng rồi sau năm 1975 thì tỵ nạn sang Hoa Kỳ định cư. Ngày 22 tháng 04 năm 1998, Thái Can qua đời tại California, Hoa Kỳ.

## Tác phẩm
- Những nét đan thanh (Ngân Sơn tùng thư xuất bản, Huế, 1934)
- Thơ Thái Can (gồm 33 bài thơ. Nhà xuất bản. Văn nghệ Thành phố Hồ Chí Minh, 1995)

## Sự nghiệp văn chương
Giới thiệu Thái Can, Hoài Thanh và Hoài Chân, viết:
| “ | Tôi đã cố đọc lại thơ Thái Can để mong tìm lại cái say sưa ngày trước. Nhưng lòng tôi cứ dửng dưng. Sao bây giờ tôi thấy thơ Thái Can sáo quá mà người thiếu nữ trong thơ Thái Can thì hầu hết ẻo lả đến khó chịu... Thơ Thái Can vẫn như trước. Dễ lòng tôi đã khác xưa? Một người thơ cũng như một người tình, yêu đó rồi bỏ đó sao cho đành. May thay tôi vẫn có thể thích được dăm bảy bài. Kể người bài đó đều phỏng theo lối thơ xưa. Chữ dùng cũng xưa. Nhưng có cái gì bảo ta rằng ở đây có một người khóc cười thật. Ở đây không còn cái thói khóc gượng cười vờ nó vẫn lưu hành trên sân khấu tuồng cổ và trên thi đàn Việt Nam khoảng vài mươi năm trước... Thơ Thái Can nhạc điệu không có nhiều lối và cũng chỉ nằm trong khuôn khổ thơ thất ngôn, nhưng trong những câu thơ hay bao giờ cũng thấm thía...Cho đến những bức tranh thỉnh thoảng ta gặp trong thơ Thái Can cũng không phải là những bức tranh tô bằng nét, bằng màu, mà chính là hoà bằng nhạc điệu... | ” |

Trong sách Việt Nam thi nhân tiền chiến (Quyển Hạ) có đoạn viết:
| “ | Với Thái Can, mùa xuân cũng như mùa thu, đều chất chứa những gì tan tác: Một ngày là một đóa hoa tươi Sớm với bình minh mỉm miệng cười. Theo bóng tà dương chiều đã tạ, Trong thời gian mãi lửng lo trôi... (Bên hồ) Một khía cạnh khác của Thái Can, đó là những mảnh đời của những ca nhi, vũ nữ đã chiếm nhiều hồn thơ của thi nhân, làm chuyển hẳn mạch thơ từ chỗ khách quan, thành cái nhìn vạn hữu như hư ảo, cái trò đời như bạc bẽo, đảo điên...Cho nên, nói đến thơ ông, ta không thể tách rời tính xã hội trong nét bút. Nói khác hơn, cuộc sống của những thân phận ấy xuất hiện trong thơ Thái Can như những tiếng uất ức, nghẹn nào…Và nó như muốn đạp đổ những gì bất công trong xã hội... | ” |

Theo Từ điển Văn học (bộ mới), thì 
| “ | ... mặc dù nhà thơ viết nhiều đề tài khác nhau, nhưng chủ yếu nhất vẫn là "tình yêu" và "người đẹp"...Có thể nói thơ tình của ông là những tứ thơ dịu nhẹ, thường mang cái triết lý tình là mộng ảo...Trong số đó, nổi trội hơn cả là bài "Anh biết em đi…". Tuy nhiên, đây cũng là thi phẩm mà ông tỏ ra mâu thuẫn với lòng mình nhiều nhất...Đặc biệt, câu: "Anh biết em đi chẳng trở về", cứ lập đi lập lại đến bốn năm lần, khiến người đọc thơ nghe như có một cảm giác tái tê, một cái gì dằn dặt nơi nội tâm của nhà thơ rất nhiều... Một bài khác cũng gây nhiều ấn tượng là bài "Cảnh đoạn trường". Một cô kỹ nữ xinh đẹp về sau phải quyên sinh nhưng không chết, đã được tác giả cực tả bằng những câu xúc động. Nhưng tiếc là ông lại đưa tiếp vào bài thơ một thứ triết lý sống khinh bạc...làm cho ý nhị bài thơ biến đổi, đang từ trữ tình chuyển sang triết luận một cách khô sáo...Thơ Thái Can nói chung cổ kính về ngôn từ, bị Hoài Thanh chê là sáo...Mặc dù vậy, cách dùng từ của ông cũng tạo được cho ông một âm điệu riêng ít có trong thơ mới... | ” |

## Thơ Thái Can
Giới thiệu hai bài tiêu biểu:
| Anh biết em đi (trích) Anh biết em đi chẳng trở về, Dặm ngàn liễu khuất với sương che. Em đừng quay lại nhìn anh nữa: Anh biết em đi chẳng trở về. Em nhớ làm chi tiếng ái ân. Đàn xưa đã lỡ khúc dương cầm. Dây loan chẳng đuợm tình âu yếm, Em nhớ làm chi tiếng ái ân. Bên gốc thông già ta lỡ ghi Tình ta âu yếm lúc xuân thì. Em nên xóa dấu thề non nước Bên gốc thông già ta lỡ ghi. Chẳng phải vì anh chẳng tại em: Hoa thu tàn tạ rụng bên thềm. Ái tình sớm nở chiều phai rụng: Chẳng phải vì anh chẳng tại em. ... Anh biết em đi chẳng trở về Dặm ngàn liễu khuất với sương che. Em đừng quay lại nhìn anh nữa; Anh biết em đi chẳng trở về. (Chép theo một bức thư) (1934) | Cảnh đoạn trường Em chỉ nói rằng: "Đời em buồn". Rồi em nức nở lệ sầu tuôn. (Tâm sự một cô gái nhảy) (Trích) Anh nhớ năm xưa trong yến diên Họp mặt ba kỳ, trăm sinh viên. Rót chén rượu nồng cùng vui chơi Trước khi chia tay người mỗi nơi. Điểm vui yến tiệc bọn ca nhi Ba bảy mai kia đương vừa thì. Hoa khôi hôm ấy là em đó, Liếc mắt đưa tình đá cũng mê. Hôm nay nức nở sầu ảm đạm Kể lại đời em nghe thê thảm: Không quê, không quán, không mẹ cha, Như cánh bèo trôi không chỗ bám. Em dấn thân vào hồng lâu Lụy từ nô bộc đến công hầu. Rồi lại giạt trôi trường khiêu vũ Hết lòng chiều khách lại chiều chủ. Liễu bồ sức vóc được bao nhiêu Dạn gió dày sương thực đến điều. ... Than ôi! Em có được như người: Hoa tạ lia cành trước gió rơi Lăn lóc cát lầm hoen cánh ngọc Đem thân làm thú vạn muôn người. |